# Бунт ушастых
«Бунт уша́стых» (англ. Hop) — фильм Тима Хилла с совмещением живых актёров и компьютерной анимации. Анимационные персонажи были разработаны Питером де Севом. CGI-анимация была сделана студией Rhythm & Hues Studios. В США премьера фильма состоялась 1 апреля 2011 года.

## Сюжет
Кролик Хэппи не хотел продолжать семейное дело и разносить детям подарки перед Пасхой, а хотел стать барабанщиком и играть рок-н-ролл. Он сбежал из дома и оказался в Голливуде, где попытался «пробиться в люди», но случайно попал под колёса машины безработного лоботряса Фреда. Теперь Фреду придётся взять на себя ответственность за случившееся и временно исполнять обязанности сказочного кролика, пока тот не поправится от травмы. За Хэппи вдогонку был отправлен отряд «Розовых беретов», перед которым поставили задачу — поймать и вернуть его домой. Хэппи подставляет Фреда, и того отвозят на остров Пасхи — «резиденцию» пасхальных кроликов. Хэппи передумал и вернулся на остров Пасхи. А тем временем злобный цыплёнок Карлос сместил его отца и захватил власть на острове.
После титров есть сценка, где становится известным то, что Фред знает китайский язык, а также причина, почему китайцы не принимают Пасху.

## В ролях
- Джеймс Марсден — Фред
- Кейли Куоко — Сэм
- Гэри Коул — мистер О’Хара
- Элизабет Перкинс — миссис О’Хара
- Дэвид Хасселхофф — в роли самого себя

## Озвучивание
| Персонаж                     | Озвучивание  |
| ---------------------------- | ------------ |
| А. Б., Пасхальный кролик     | Рассел Бренд |
| Карлос и Фил                 | Хэнк Азария  |
| отец А. Б, пасхальный кролик | Хью Лори     |

## Прокат

### В мире
В России фильм вышел в прокат 9 июня 2011 года.

## Комментарии
1. ↑  Дословный перевод названия — «Пры́гай».